# Rita av Armenien
Rita av Armenien, i Bysans kallad Maria, född 1278, död 1333, var en bysantinsk kejsarinna, gift 1294 med Mikael IX Palaiologos.
Rita var dotter till kung Levon II av Armenien och Keran. Hon blev "juniorkejsarinna" vid vigseln då maken var medkejsare till sin far, och ensam kejsarinna vid svärmoderns död 1317, men eftersom svärmodern bodde med ett eget hov i Thessalonici från 1303, var Rita ändå den enda kejsarinnan i Konstantinopel. 
År 1319 mördades hennes son Manuel av hennes andra son Andronikos. Manuel hade valt att hälsa på Andronikos älskarinna just då denna hade gillrat en fälla för att se vem hans älskarinnas älskare var. Mordet utlöste ett inbördeskrig med hennes före detta svärfar kejsaren och hennes son Andronikos, som varade till 1328. 
Ritas man avled 1320 och hon gick i kloster där hon antog namnet Xene.      